# Língua ormuri
Ormuri (em persa: زبان ارموری; também conhecido como Oormuri, Urmuri, Ormur, Ormui, Bargista, Baraks e Baraki é uma língua iraniana oriental falada no Waziristão, principalmente na cidade de Kaniguram no Waziristão do Sul, Paquistão pelo povo Burki. Também é falada por um pequeno grupo de pessoas em Barak em Logar, Afeganistão. O idioma pertence ao grupo das línguas indo-iranianas]] Orientais. O número extremamente pequeno de falantes torna o Ormuri uma língua em perigo em estado de "ameaça" de extinção.

## Características
Ormuri é notável por seu inventário incomum de sons, que inclui uma vibrante alveolar surda que não existe nas redondezas do Língua pachto. Ormuri também tem uma fricativas alvéolo-palatal surda e fricativas alvéolo-palatais sonorass (as surdas sendo contrastivas com as mais comuns sibilante palato-alveolar surdas] , que também existe no dialeto Waziristani do pachto,que poderia ter sido adotado de Ormuri devido à sua proximidade.

## Classificação
Ormuri é classificado nas línguas indo-europeias,  indo-iranianas,  iranianas, oriental, do sudeste e do grupo Ormuri-Parachi

### Situação
De acordo com o Projeto de Línguas em Perigo, a língua está altamente ameaçada. A linguagem é usada para comunicação face a face, porém está perdendo usuários.

## História
O Ormuri  é usado pela tribo Ormur/Baraki em partes do vale [Kaniguram em Waziristan, Paquistão e por umas poucas pessoas em Logar, Ageganistão. 

### Tribo Ormuri
Um nome alternativo usado pelo povo Ormur é Baraki. Acredita-se que havia de oito a dez mil famílias na área da Província de Logar  no início do século XIX e aproximadamente de 400 a 500 famílias em Kaniguram no início do século XX. A tribo Ormur não ocupa um território etnicamente homogêneo. No Afeganistão, o povo Ormur vive em comunidades mistas com tadjiques e pashtuns. Considerando que, no Paquistão, o povo Ormur vive apenas com os pashtuns.
A história inicial da tribo pode ser rastreada no livro de Heródoto. O imperador persa Dario II; O governador do Egito conquistou as colônias gregas de  Barca e Cirene (cidade) na Líbia e levou-as ao Egitono retorno da expedição. Nessa época, o rei retornou de sua campanha cita para sua capital, Susa. Os Barakis receberam uma vila em Báctria para viver, mais tarde chamada Barke. Após 2.350 a aldeia ainda era habitada em 1891 dentro do mesmo território.

### Língua Ormuri
O nome 'Ormur' ( orməṛ ) é originalmente derivado da  língua pachto (que significa  fogo ). O primeiro homem a fazer menção à língua Baraki foi Babur, em seu livro  Baburnama . Ormuri, também chamado de Birki na época, foi uma das onze a doze línguas que foram observadas por Babar enquanto na região de Cabul. Sabe-se que muitos dos falantes de Ormuri são pelo menos bilíngues ou trilíngues, falando outras línguas tribais como o Pachto, a língua persa e o  dari ou Kaboli 
Pir Roshan (Bayazid Khan) foi um dos primeiros escritores de prosa pashto conhecidos e compositores de alfabetos pashto que usaram várias palavras de Ormuri em seu livro "Khairul-Bayan". Algumas das palavras que foram usadas em seu livro foram Nalattti (Porcos), Nmandzak de Mazdak (Mesquita), Teshtan (Proprietário), Burghu (desprezar), Haramunai (mal-nascido), etc.

## Geografia
Ormuri é falado principalmente na cidade de [Kaniguram no Waziristão do Sul, Paquistão. Uma pequena população também fala a língua na cidade de Barak em Logar, Afeganistão. A língua é mantida por quase cinquenta adeptos no Afeganistão e cerca de cinco a seis mil falantes no Paquistão 

Distritos da província de Logar. Esta imagem não inclui o distrito de Azra, localizado a leste dos distritos de Khoshi e Mohammad Agha.

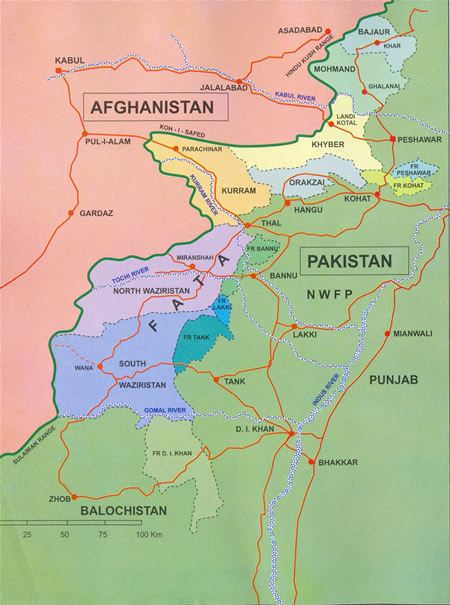
Waziristão Norte (roxo) e Sul (azul) e Áreas Tribais Administradas Federalmente e províncias vizinhas

## Dialetos
Existem dois dialetos de Ormuri; um é falado em Kaniguram, Waziristan, que é o dialeto mais arcaico, e o outro em Baraki-Barak, Logar. O dialeto Kaniguram não é compreendido em Baraki-Barak. O lingüista Georg Morgenstierne escreveu: 
  Embora Kaniguram tenha emprestado livremente do dialeto Waziristan Pashto, o vocabulário do Logar foi influenciado por outros dialetos pashto, e, em um grau ainda maior, pela língua persa Persa.
O dialeto de Kaniguram é forte atualmente, falado por uma comunidade relativamente próspera de Ormur em uma parte isolada das colinas acidentadas do Waziristão. No entanto, a posição do dialeto de Baraki Barak não é forte. Morgenstierne escreveu que lhe foi dito: 
  Ormuri não era mais falado em Baraki Barak, o antigo quartel-general da tribo Ormur. Mesmo um homem dito ser desta aldeia negou a existência de qualquer outra língua além do persa e do pashto em sua terra natal. 

## Léxico
|          | Logar | Kaniguram |
| -------- | ----- | --------- |
| 'cego'   | kor   | ond       |
| 'suave'  | narm  | noř       |
| 'raposa' | roba  | rawas     |
| 'mosca'  | kayk  | řak       |
| 'pastor' | čopan | šwān      |
| 'pente'  | šåná  | šak(k)    |
| 'local'  | jåy   | jikak     |
| 'voar'   | parók | buryék    |

## Fonologia
|          | Logar  | Kaniguram   |
| -------- | ------ | ----------- |
| 'ir'     | tsok   | tsek, tsyek |
| 'um'     | še     | sa          |
| 'casa'   | ner    | nar         |
| 'seco'   | wuk    | wyok        |
| 'água'   | wok    | wak         |
| 'sentar' | nóstok | nástak      |

O sistema de vogais de Ormuri é caracterizado como heterogêneo. O idioma consiste em um subsistema de vogais que se encontra no vocabulário Ormuri, bem como em um subsistema de vogais que é considerado "vocabulário emprestado". As diferenças vistas entre os dialetos Logar]e Kaniguram são principalmente baseadas na qualidade das vogais ao invés da quantidade.
O sistema é baseado em seis fonemas: i, e, a, å, o, u.
|         | Logar   | Kaniguram |
| ------- | ------- | --------- |
| 'um'    | še      | sa        |
| 'rrês'  | šo      | ři        |
| 'seiis' | xo      | ša        |
| 'acima' | pa-bega | pa-beža   |
| 'neve'  | ɣoš     | ɣoř       |

O sistema consonantal varia ligeiramente entre os dialetos de Kaniguram e Logar. O sistema consonantal nativo Logar contém 25 fonemas, enquanto o sistema Kaniguram contém 27.

### Sílabas
Palavras Ormuri adequadas terão os seguintes padrões silábicos: V, VC, CV, CCV, (C) VCC, CVC, CCVC, CCVCC. Ambos os dialetos de Kaniguram e Logar têm estrutura silábica semelhante.

#### Exemplos
- a  - este
- un / wun  - tanto
- pe  - pai
- gri  - montanha
- åxt  - oito
- måx  - nós
- spok  - cachorro
- breš  - queimar
- broxt  - queimado
- wroxt  - barba

No final de certas palavras, Cons.Cons. ocorrem como espirantes / sonantes + oclusivso. Ao separar a maioria das palavras em sílabas, um Cons. Cons. medial será dividido:
- al-gox-tok  - cair
- kir-ží

vir

### Morfologia
A língua sofreu uma grande mudança em comparação com sua ancestral. Para a morfologia nominal (substantivos, adjetivos e pronomes), aspectos do dialeto Kaniguram de gênero gramatical foram completamente perdidos no Logar. Em termos de morfologia verbal, há uma maior variedade de conjugações de verbos modais e formas de aspecto verbal baseadas no radical do presente. Também há uma distinção entre palavras masculinas e femininas com base no sistema de pretérito. Finalmente, há um número maior de distinções entre dentro do sistema de formas de aspecto temporal e há diferentes tipos de construções ergativas.
Existe um sistema desenvolvido de flexões de substantivos e verbos. As partes nominais do discurso contêm: três números (singular, dual e plural), três gêneros (masculino, feminino e neutro) e o verbo tem doismodos (ativo e médio). Existe a eliminação da categoria de caso (perda de substantivos, adjetivos, numerais e certos pronomes). Há também uma perda total da categoria de gênero, variando no dialeto (perda total em Logar e formas rudimentares masculinas e femininas permanecem em Kaniguram). Em Logar, a maioria dos substantivos e adjetivos Ormuri originais tem um radical simples terminando em uma consoante e alguns substantivos terminam em átono (ou raramente acentuado) -  a  ou -  i . Enquanto em Kaniguram, o radical geralmente termina em uma consoante, mas ambos os substantivos e adjetivos podem terminar em -  a  ou -  i .

## Exemplos
"Log." Representa exemplos so dialeto Ormuri de Logar e "Kan." will be used to signify the Kaniguram dialect of Ormuri
- Log.: afo kåbol-ki altsok → "Ele saiu de Kabul"
- Log.: a-saṛay dzok šuk → "(este) homem foi derrotado"
- Log.: xodåay-an bad-e badtarin såton → "Oh Deus, poupe-nos de infortúnios" (literal: "do muito ruim")
- Kan.: a-nar by pa mun ǰoṛawak sa → "A casa está sendo construída por mim"
- Kan.: sabā su az kābul-ki tsom → "Amanhã eu provavelmente vou a Kabul"
- Kan.: tsami a-dāru irwar! → "traga-me o colírio"